# 北洋証券
北洋証券株式会社（ほくようしょうけん）は、北海道札幌市に本社を置く、証券取引事業を行う証券会社である。
札幌市を地盤に、道内一円に支店を開設している。当初は上光家によるオーナー経営であった。
2018年10月1日、株式交換で北洋銀行の完全子会社となり、2019年4月1日に社名を「北洋証券」に変更した。

## 沿革
- 1936年（昭和11年）4月 - 上光商店にて証券売買を兼業（小樽市）。
- 1938年（昭和13年）2月 - 株式会社に改組 （上光証券株式会社）。
- 1948年（昭和23年）11月 - 証券業の登録。
- 1950年（昭和25年）4月 - 札幌証券取引所設置に伴い取引所会員となる。
- 1955年（昭和30年）4月 - 室蘭証券株式会社を吸収合併。
- 1968年（昭和43年）4月 - 証券業免許取得（改正証券取引法による）。
- 1988年（昭和63年）9月 - 引受業務（第3号）免許取得。
- 1997年（平成9年）10月 - 資本金5億円に増資。
- 1998年（平成10年）12月 - 証券業登録（改正証券取引法による）。
- 2004年（平成16年）12月 - ジャスダック証券取引所会員となる。
- 2005年（平成17年）5月 - 東京証券取引所会員となる。
- 2009年（平成21年）9月 - 大阪証券取引所の合併に伴いジャスダック証券取引所会員退会。
- 2012年（平成24年）12月 - 第2種金融商品取引業登録。
- 2018年（平成30年）10月 - 北洋銀行の完全子会社となる。
- 2019年（平成31年）4月 - 北洋証券に商号変更。

## 事業所
- 本店営業部 - 札幌市中央区大通西3丁目11 北洋ビル4階
- 豊平支店 - 札幌市豊平区豊平4条6丁目1-20 北洋銀行豊平支店1階
- 小樽支店 - 小樽市稲穂1丁目4-12
- 室蘭支店 - 室蘭市中島町1丁目19-1 アーバンヴェール参号館1階
- 帯広支店 - 帯広市西2条南12丁目1 北洋銀行帯広中央支店内 3階
- 苫小牧支店 - 苫小牧市表町2丁目1-1 北洋銀行苫小牧中央支店内 2階
- 北見支店 - 北見市北3条東1丁目2 北見経済センター1階
- 旭川支店 - 旭川市4条通9丁目1703番地 旭川北洋ビル4階

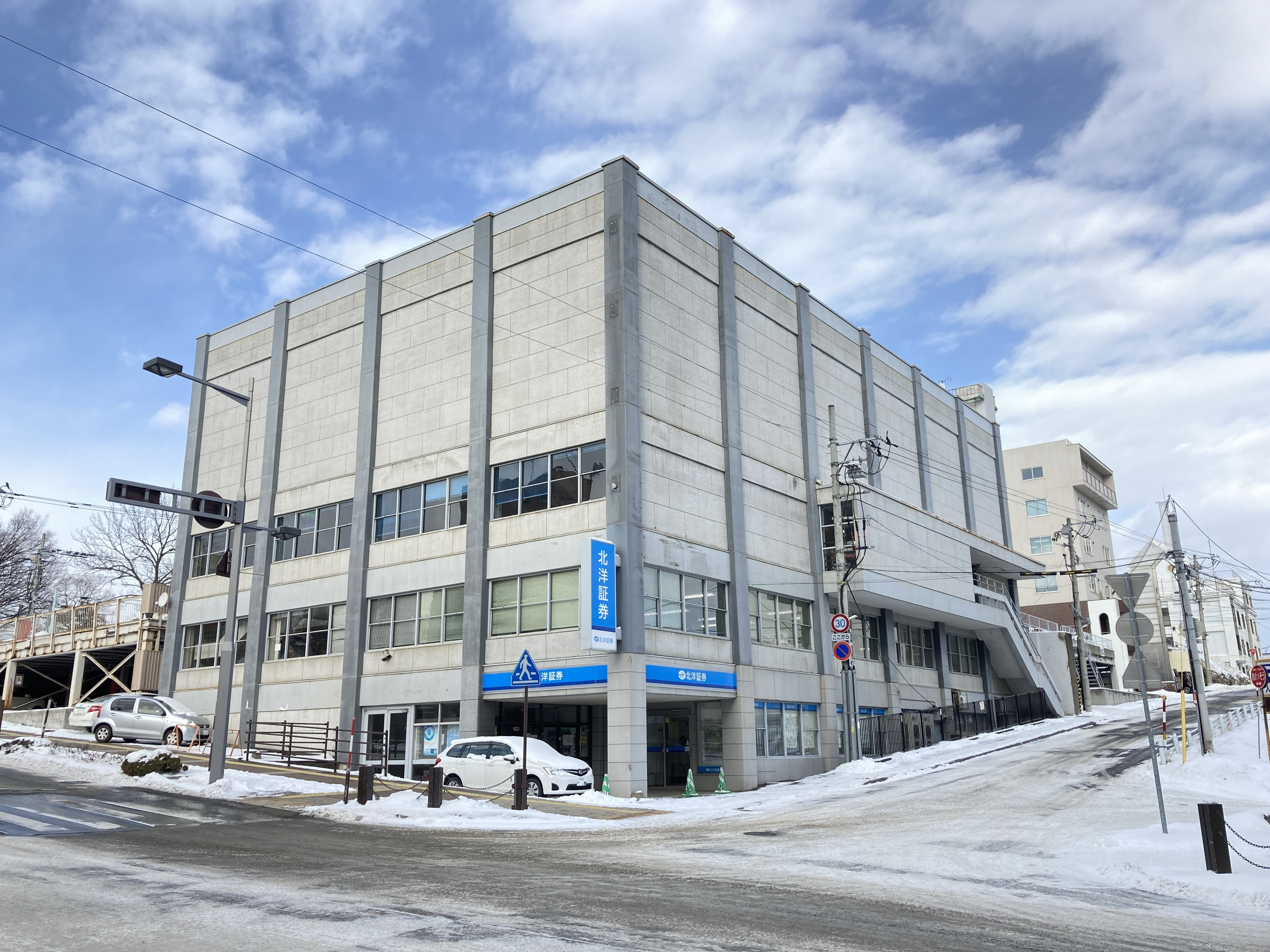
北見支店
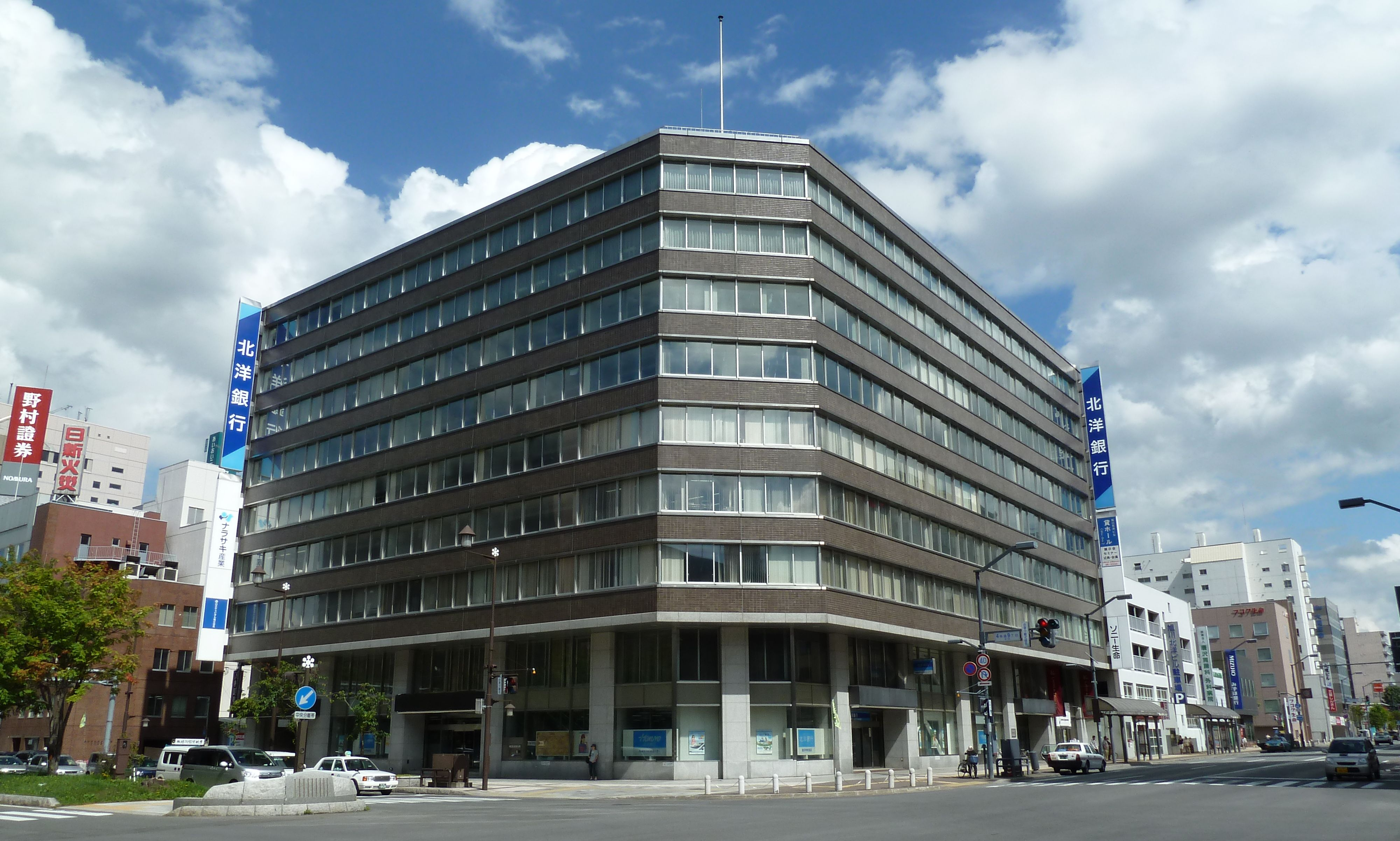
旭川支店

## スポンサー番組
- 小樽フラッシュニュース（札幌テレビ放送）